# Ophiomassaria selenospora
Ophiomassaria selenospora är en svampart som först beskrevs av G.H. Otth, och fick sitt nu gällande namn av Arthur Louis Arthurovic de Jaczewski 1894. Ophiomassaria selenospora ingår i släktet Ophiomassaria, divisionen sporsäcksvampar och riket svampar.   Inga underarter finns listade i Catalogue of Life.